# Cuevas de Kesh
Las cuevas de Kesh, también conocidas como las cuevas de Keash o las cuevas de Keshcorran, son una serie de cuevas de piedra caliza ubicadas cerca del pueblo de Keash, condado de Sligo, Irlanda . Las cuevas están situadas en el lado oeste de Keshcorran Hill (parte de las montañas Bricklieve) y constan de dieciséis cámaras simples, algunas interconectadas.
Las cuevas han sido utilizadas por el hombre durante varios milenios, y durante mucho tiempo se ha sugerido que fueron el sitio de antiguas prácticas religiosas o reuniones como Lugnasad.
Las excavaciones realizadas a principios del siglo XX, en particular las de Robert Francis Scharff, descubrieron importantes restos de animales. Entre otros, estos incluían huesos de oso pardo, lemming ártico, alce irlandés y lobo gris.

## Geología
Las dieciséis cuevas interconectadas de piedra caliza de pedernal blanco se encuentran en la base de una línea de acantilados bajos, en la ladera occidental de la colina. Se formaron a partir de la meteorización atmosférica de la piedra caliza carbonífera y corren perpendiculares a la pared rocosa. Los cristales de cuarzo son abundantes, y se pueden encontrar lechos de rocas glaciales en la boca de algunas de las cuevas, lo que demuestra que Keshcorran estuvo alguna vez enterrado bajo una capa de hielo. Las cuevas muestran evidencia de haber sido arrastradas por el agua, y en muchas de ellas se puede encontrar una capa de brecha que contiene bloques de piedra caliza. Los pisos de estalagmitas son raros y, cuando están presentes, parecen haber sido excavados por zorros y tejones.

## Exploración

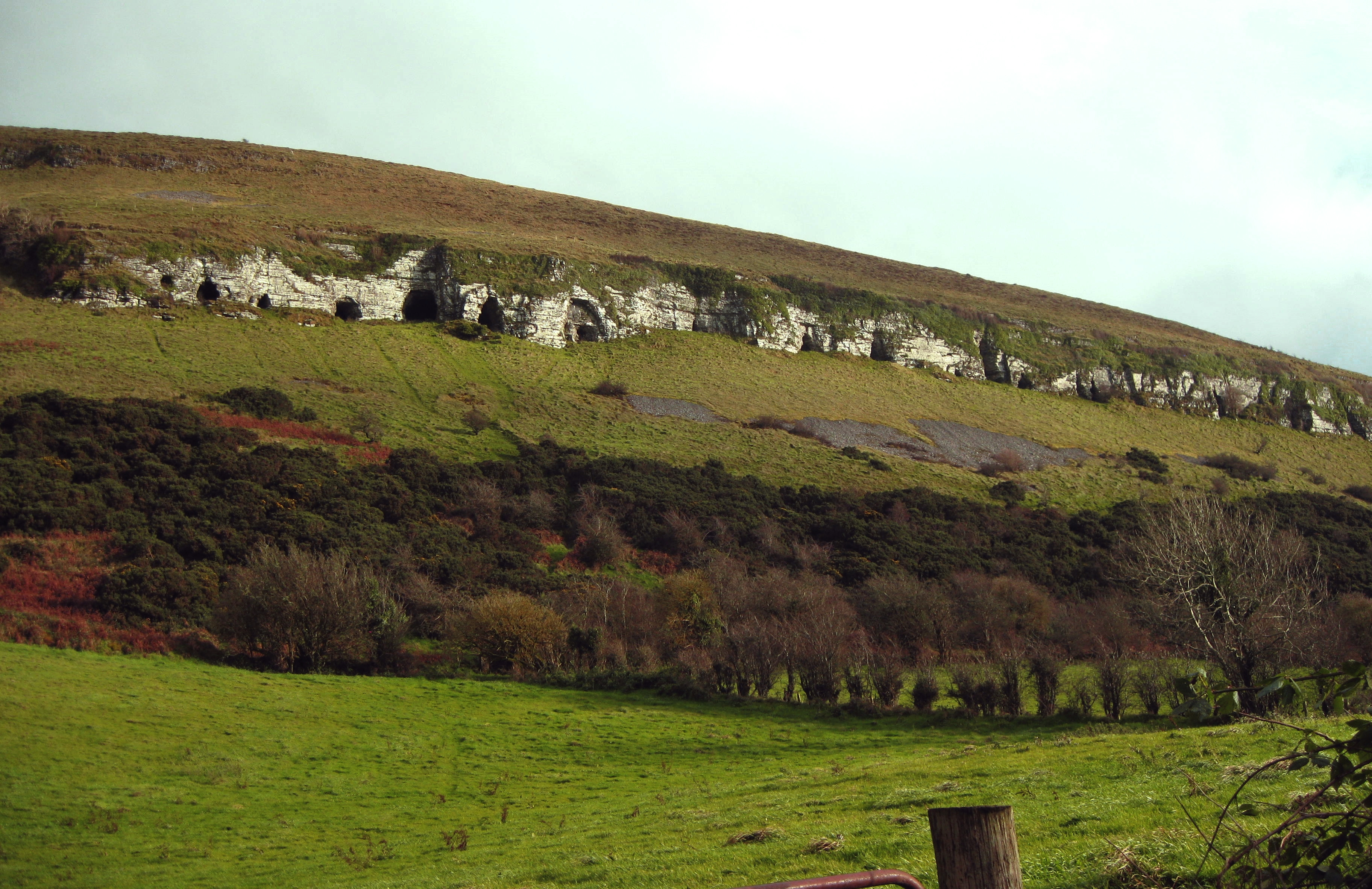
Las dieciséis entradas a las cuevas de Kesh

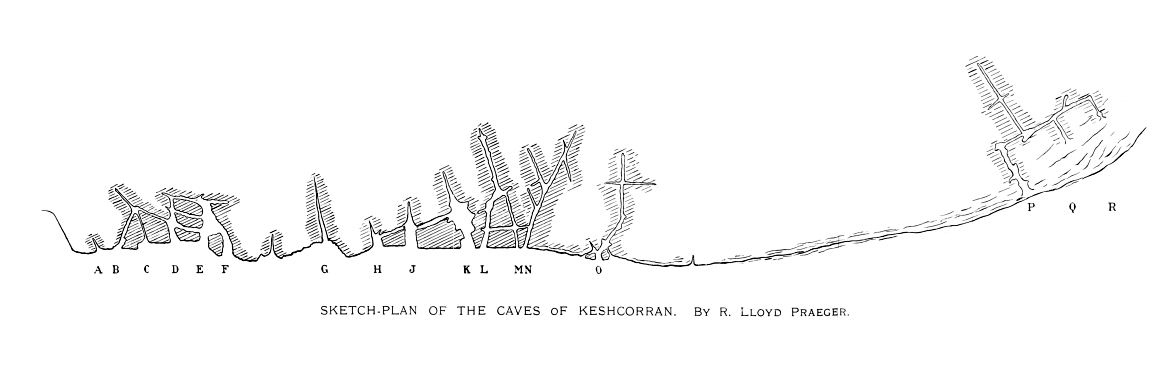
Plano de las cuevas realizado por Praeger en 1903

La primera exploración exhaustiva de las cuevas de Keshcorran tuvo lugar durante cinco semanas en 1901 y se inició después de que se descubriera una parte del cráneo de un oso algunos años antes. Estas excavaciones, encabezadas por Robert Francis Scharff, R. J. Ussher y Robert Lloyd Praeger, recuperaron huesos de ciervo, buey, cabra, cerdo, oso, caballo, oveja, burro, liebre, ratón, rata, tejón, zorro, perro, lobo, y armiño. Por primera vez en Irlanda, también se descubrió evidencia del lemming del Ártico, atrayendo titulares en todo el país. Otro hallazgo importante fue el de un metacarpo de reno, descubierto sobre un área de carbón quemado. Esto sugiere que los renos en Irlanda sobrevivieron hasta el período humano.
También se recuperaron de las excavaciones las cuatro especies de moluscos más antiguas encontradas en Irlanda en ese momento, los restos de varios peces y numerosas especies de aves, sobre todo la perdiz nival, la serreta y el alca. Otra recuperación notable fue la de varios huesos de rana fosilizados encontrados en el estrato más bajo, lo que refutó la creencia común de que la especie solo se había introducido en 1699.
Finalmente, las excavaciones encontraron evidencia de habitación humana ocasional que se remonta al Neolítico, identificándose una ocupación más regular desde el siglo X en adelante. En las cuevas se encontraron cinco dientes humanos y el húmero de un hombre, y los artefactos hechos por el hombre que se recuperaron incluyen dos agujas de hueso, un peine de hueso, una hacha de piedra, una sierra de hierro, dos alfileres de bronce y un hacha de piedra tipo azuela. También se encontraron conchas de mejillones y ostras, lo que respalda aún más el asentamiento humano.
En 1929 y 1930 se llevaron a cabo más exploraciones, que condujeron a la recuperación de más huesos de lemming, reno, ratón, cerdo, liebre, caballo, rana, conejo, oveja, zorro, armiño, oso, perro, buey, tejón y rata. . Las excavaciones también descubrieron restos de alces, gatos, musarañas y patos.
En tiempos más recientes, algunos de los huesos de mamíferos recuperados de estas excavaciones se han vuelto a analizar con datación por radiocarbono, lo que confirma una estimación de finales del período glacial para los huesos encontrados en las capas inferiores. Los del oso, el ciervo, la liebre y el lobo datan de alrededor del 10.000 a. C., mientras que los del armiño y el caballo datan de alrededor del 6000 a. C. y 400 a. C. respectivamente.
El descubrimiento más reciente de las cuevas ocurrió en 1971, cuando se recuperó la tibia izquierda de un adulto en un charco de agua. Posteriormente se ha fechado a principios del siglo XI, coincidiendo con una entrada en los Anales de los Cuatro Maestros para 1007 d. C.;
"Muireadhach, un obispo distinguido, hijo del hermano de Ainmire Bocht, fue asfixiado en una cueva, en Gaileanga de Corann". 

## Folclore y mitología
Las cuevas de Kesh ocuparon un lugar destacado en los mitos e historias medievales, y las versiones populares de estos cuentos continuaron en transmisión oral hasta el siglo XX. Las cuevas a menudo se presentan como asociadas con el otro mundo y como lugares para ser respetados y temidos. Cath Maige Mucrama cuenta el nacimiento de Cormac mac Airt al pie de Keshcorran. Se dice que fue criado por un lobo en las cuevas, en un cuento que recuerda a Rómulo y Remo.
Las cuevas también aparecen en tres historias sobre Fionn mac Cumhaill . El primero, encontrado en Duanaire Finn, relata un viaje de Fionn a una herrería de otro mundo ubicada dentro de las cuevas. El segundo cuento, conocido como Bruidhean Cheise Corainn, cuenta que el guerrero fue capturado y atado en las cuevas por los Tuatha Dé Danann. Otro cuento, La muerte de Diarmuid en la caza del jabalí, menciona a Diarmuid y Gráinne refugiándose en las cuevas de un vengativo Fionn.
Una historia más moderna sobre las cuevas de Keshcorran se puede encontrar en un diario de 1779 de Gabriel Beranger;
"Se dice que esta caverna se comunica con la del condado de Roscommon ... llamada la puerta de Hellmouth de Irlanda [en Rathcroghan], de la cual se dice (y se cree en ambos condados) que una mujer en el condado de Roscommon que tenía un ternero nunca podría llevarlo a casa a menos que lo empujara tomándolo por la cola; que un día trató de escapar y arrastró a la mujer, en contra de su voluntad, hacia la puerta de Hellmouth... y siguió corriendo hasta la mañana siguiente. Ella salió en Kishcorren [sic], para su propio asombro y el de la gente vecina. Lo creímos en lugar de intentarlo".